# Marcel Telles
Marcel Herrmann Telles (Rio de Janeiro, 23 de fevereiro de 1950) é um empresário brasileiro. Foi considerado o mais rico do Brasil em 2021, com fortuna de US$ 11,5 bilhões.
Em 2022, o empresário figurou entre os três brasileiros mais ricos do país, atrás apenas de Jorge Paulo Lemann (Ambev) e Eduardo Saverin (Facebook).

## Biografia
Formou-se em economia pela Universidade Federal do Rio de Janeiro (UFRJ) e entrou na corretora do Banco Garantia em 1972. Lá foi onde conheceu seus futuros sócios, os também cariocas Jorge Paulo Lemann e Carlos Alberto Sicupira. É casado e tem dois filhos. Em 1989, comprou a cervejaria Brahma, que em 1999 foi fundida com a Antartica para formar a AmBev e que em 2004 foi fundida novamente com a Interbrew, para formar a InBev, a maior cervejaria do mundo. Além dessa, Marcel Telles é sócio de outras empresas globais como Burger King e Kraft Heinz, que valem juntas mais de US$ 250 bilhões.
Sócio fundador da 3G Capital, sua empresa é proprietária de várias companhias que atuam na área de bebidas, alimentos, lojas de departamento, ferrovias, comércio eletrônico, construção civil, etc.

## Fortuna
Em outubro de 2013 a fortuna de Marcel Herrmann Telles era de R$ 19,50 bilhões. Em agosto de 2014 a fortuna de Marcel Herrmann Telles era de R$ 25,58 bilhões. Listado em 2016 entre os 70 maiores bilionários do Brasil pela revista Forbes, com fortuna estimada em R$ 48,69 bilhões.